# (2427) Kobzar
(2427) Kobzar est un astéroïde de la ceinture principale.

## Description
(2427) Kobzar est un astéroïde de la ceinture principale. Il fut découvert le 20 décembre 1976 à Naoutchnyï par Nikolaï Tchernykh. Il présente une orbite caractérisée par un demi-grand axe de 2,74 UA, une excentricité de 0,17 et une inclinaison de 4,2° par rapport à l'écliptique.

## Compléments